# Астрід Сюрбек
Астрід Сюрбек (нід. Astrid Suurbeek; нар. 15 лютого 1947) — колишня нідерландська тенісистка.
Найвищим досягненням на турнірах Великого шолома був чвертьфінал в одиночному розряді.

## Фінали

### Парний розряд (2 поразки)
| Результат | W/L | Дата     | Турнір                     | Покриття | Партнерка    | Суперниці                  | Рахунок       |
| --------- | --- | -------- | -------------------------- | -------- | ------------ | -------------------------- | ------------- |
| Поразка   | 0–1 | Січ 1968 | ASB Classic, Нова Зеландія | Трава    | Ада Баккер   | Керрі Мелвілл Гейл Шанфро  | 0–6, 2–6      |
| Поразка   | 0–2 | Лип 1968 | Гілверсум, Нідерланди      | Тверде   | Джуді Тегарт | Аннетт ван Зіль Пат Вокден | 2–6, 6–3, 3–6 |